# 蘆葦琪
蘆葦琪（Sunday），廣州人，前香港亞洲電視新聞主播，現為上海第一財經頻道主播及SMG新聞中心駐港記者。
蘆葦琪精通普通話、廣州話和英語。年少時曾在佛山电台的DJ新秀大赛中脫穎而出晋身广播界，1996年至1998年任職於佛山电台，1998年至2001年任職於广东电台，2000年至2001年在Channel[V]和廣州電視臺做主持，2001年至2003年在美国宾州城市电台做新闻主播。2001年9月考入美國賓夕法尼亞大學，获新聞學及經濟學雙學士學位，并因成績優異獲Reuben Jaffe新闻奖学金。約在2004年前後加入亞洲電視，主要任职节目主持，并且曾经现身亚视的《香港的骄傲》。2007年1月15日開始與新加盟亞視的梁家榮一起擔任亞視六點鐘新聞主播，但在2007年9月29日最後一次在亞視24小時亞視新聞台出鏡後正式離開亞視，蘆在其網絡日誌上說明在此之前兩個月就決定辭職。
芦苇琪也曾加盟过华娱卫视，在该电视节目《天下娱乐通》任主持。
蘆葦琪曾在2001年底發行過一份寫真集《打开Sun天空》。

## 外部連結
- 蘆葦琪的新浪微博
- 芦苇琪的新浪博客 （页面存档备份，存于）
- 蘆葦琪的博客“蘆葦琪想” （页面存档备份，存于）（已停止使用）